# مهرجان مونتريال للسينما المستقلة
مهرجان مونتريال للسينما المستقلة هو مهرجان سينمائي برعاية موقع فيلم فريواي يقام كل سنة في ولاية مونتريال في كندا لتكريم والترويج للأفلام المستقلة وتكريم صناعها حيث يعرض المهرجان أكثر من ثلاثمائة فيلم كل سنة عبر القناة الإلكترونية والعروض الحية للمهرجان منها أفلام حائزة على جائزة كان السينمائية وترشيحات الأوسكار.

## فئات المهرجان

### النسخة الأولى
- لائحة الأعمال الفائزة في النسخة الأولى من المهرجان.[1]
  - أفضل فيلم درامي : The Just.
  - أفضل فيلم تجريبي : To A God Unknown و The Wave Broke.
  - أفضل تصوير سينمائي : "Sycamore".
  - أفضل سيناريو درامي : "The Just".
  - أفضل ممثلة رئيسية : "Wholeheartedly".
  - أفضل ممثل رئيسي : The True Love Of Hubert.
  - أفضل إخراج لفيلم قصير : "Blud".
  - أفضل فيلم رعب : "Tenant".
  - أفضل فيلم سينمائي للشباب : "Give It Back!".
  - أفضل منتج درامي : "The Family Gold".
  - أفضل فيلم رسوم متحركة : "Shadowland".

### النسخة الثانية
- لائحة الأعمال الفائزة في النسخة الثانية من المهرجان.[2]
  - أفضل صورة : "The Favor".
  - أفضل فيلم مستقل وأفضل مونتاج وأفضل تميز في الإخراج : "There Will Be Time".
  - أفضل فيلم تجريبي : "Love".
  - أفضل فيلم رعب : The Music Box.
  - أفضل تصوير سينمائي : "Spirits We Dance".
  - أفضل سيناريو : "Juicy Girl".
  - أفضل ممثلة رئيسية وامتياز في الإخراج : "A Short Story".
  - أفضل ممثل رئيسي : "Dress Rehearsal".
  - أفضل مخرجة : "Don't Burst My Bubble".
  - أفضل رسوم متحركة : "Mammoth: Primal Thirst".
  - أفضل مخرج أول مرة : "Frangipani Rising".
  - أفضل مخرج : "Spirits We Dance".
  - أفضل فيلم كندي: "Mama Jo".
  - أفضل مخرج شاب : "My Red Ball".
  - أفضل فيلم خيال علمي : "The Red World".
  - أفضل فيلم وثائقي : "A Line Broken: The Charles Forrester Story".
  - أفضل منتج دولي : "Only Death Never Lies".

### النسخة الثالثة
- لائحة الأعمال الفائزة في النسخة الثالثة من المهرجان.[3]
  - أفضل فيلم وأفضل ممثل رئيسي: "Talk".
  - أفضل فيلم وثائقي: "Mirage Of Hope".
  - أفضل فيلم رسوم متحركة: "The Cell".
  - أفضل فيلم كندي: "Wednesday".
  - أفضل كوميديا وأفضل ممثلة رئيسية: "Big Break".
  - أفضل فيلم سينمائي للشباب: "Fish Head".
  - أفضل فيلم تجريبي: "Na Zare".
  - أفضل مخرجة: "The Gesture and the Word".
  - أفضل فيلم مغامرات : "Rise Of Odin's 9".
  - أفضل فيلم خيال علمي: "Columbus".

### النسخة الرابعة
- لائحة الأعمال الفائزة في النسخة الرابعة من المهرجان.[4]
  - أفضل فيلم روائي طويل : "Mambo Man".
  - أفضل فيلم روائي قصير : "Leo".
  - أفضل إخراج روائي : "Invisible Man In The Mist".
  - أفضل فيلم وثائقي طويل : "Pant Hoot".
  - أفضل فيلم ترويجي تلفزيوني : "Limbo".
  - أفضل فيلم كندي : "Facade - Adrift In A Sea Strangers".
  - أفضل إخراج فيلم روائي قصير : "A Girl And A Gun".
  - أفضل مخرج أول مرة : "January 14th".
  - أفضل فيلم وثائقي قصير : "I Bleed".
  - أفضل فيديو موسيقي : "Unseen".
  - جائزة التميز في الكوميديا : "R.I.P".
  - أفضل فيلم رسوم متحركة : "Ballad Of Music Notes".
  - أفضل فيلم تجريبي : "The Bleach - The Manifesto".
  - أفضل فيلم رعب : "The Curse".
  - أفضل مخرجة : "Lucky Strike".
  - أفضل سيناريو : "Sleep".
  - أفضل منتج وأفضل ممثل : "Forbidden Power".
  - أفضل كوميديا : "Like Daughter، Like Mother".
  - أفضل ممثلة وجائزة التميز في الكوميديا : "Fast Forward Style".

### النسخة الخامسة
- لائحة الأعمال الفائزة في النسخة الثالثة من المهرجان.[3]

### النسخة السادسة
- لائحة الأعمال الفائزة في النسخة الثالثة من المهرجان.[3]

### النسخة السابعة
- لائحة الأعمال الفائزة في النسخة الثالثة من المهرجان.[3]

### النسخة الثامنة
- لائحة الأعمال الفائزة في النسخة الثالثة من المهرجان.[3]

### النسخة التاسعة
- لائحة الأعمال الفائزة في النسخة الثالثة من المهرجان.[3]

### النسخة العاشرة
- لائحة الأعمال الفائزة في النسخة الثالثة من المهرجان.[3]

### النسخة الحادية عشر
- لائحة الأعمال الفائزة في النسخة الثالثة من المهرجان.[3]

### النسخة الثانية عشر
- لائحة الأعمال الفائزة في النسخة الثالثة من المهرجان.[3]

### النسخة الثالثة عشر
- لائحة الأعمال الفائزة في النسخة الثالثة من المهرجان.[3]

### النسخة الرابعة عشر
- لائحة الأعمال الفائزة في النسخة الثالثة من المهرجان.[3]

### النسخة الخامسة عشر
- لائحة الأعمال الفائزة في النسخة الثالثة من المهرجان.[3]

### النسخة السادسة عشر
- لائحة الأعمال الفائزة في النسخة الثالثة من المهرجان.[3]

### النسخة السابعة عشر
- لائحة الأعمال الفائزة في النسخة الثالثة من المهرجان.[3]

### النسخة الثامنة عشر
- لائحة الأعمال الفائزة في النسخة الثالثة من المهرجان.[3]

### النسخة التاسعة عشر
- لائحة الأعمال الفائزة في النسخة الثالثة من المهرجان.[3]